# Harlequin (альбом Леди Гаги)
Harlequin — альбом. певицы и автора песен Леди Гаги, выпущенный 27 сентября 2024 года на лейбле Interscope Records. Он служит альбомом-компаньоном к саундтреку американского музыкального триллера 2024 года «Джокер: Безумие на двоих», в котором Гага изображает персонажа-суперзлодейку Харли Квинн.
Описанный Гагой как «винтажный поп», Harlequin состоит из песен, вошедших в саундтрек к фильму, а также двух оригинальных песен с разной постановкой. Он развивает опыт Гаги в джазовой музыке, а также включает в себя элементы рока, соула, госпела и ду-вопа.

## Музыка и тексты песен
Гага заявила в интервью Ассошиэйтед Пресс, что альбом состоит из музыки из фильма, а также оригинальных произведений, написанных для фильма, и одного оригинального произведения, созданного для альбома, под названием «Happy Mistake». Из тринадцати треков альбома все являются каверами, за исключением пары оригинальных треков, «Folie à Deux» и «Happy Mistake». В интервью Entertainment Weekly певица объяснила смысл последней песни:

«Играя всю свою карьеру в роли затюканной девушки, я пыталась отделиться от своего истинного «я», но это все я. По сути, в этой песне говорится, что если я когда-нибудь и найду радость или счастье в своей жизни, то это, скорее всего, будет похоже на несчастный случай. В течение долгого времени я находилась в своей жизни на пути, который был довольно бесполезным, потому что я была настолько оторвана от реальности. Мои преданные фанаты знают обо мне, что за игру в образ приходится платить, и это цена для Ли и ее любви к Джокеру. В этой пластинке я определенно затрагиваю эту тему».

## Релиз и продвижение
20 сентября 2024 года Гага разместила изображение, содержащее «зернистый» красный фон с белым текстом: «Я готова к интервью». Позже она выложила в Instagram еще четыре «загадочных» изображения, три из которых содержали звук, и многие фанаты решили, что это ее седьмой студийный альбом или как-то связано с фильмом «Джокер: Безумие на двоих» (Joker: Folie à Deux).
Исполнительница представила альбом под названием Harlequin и поделилась обложкой в Instagram 24 сентября 2024 года. В том же посте она назвала проект «альбомом-компаньоном» к «Joker: Folie à Deux» и дала ссылку на предзаказ CD, винил и цифровые форматы альбома в своем веб-магазине.
После премьеры фильма в Лондоне Гага устроила «секретную» вечеринку, на которой ее поклонники получили возможность прослушать этот альбом саундтреков.
1 октября 2024 года Гага исполнила песню «Happy Mistake» на шоу Джимми Киммел в прямом эфире.

## Обложка и эстетика
На стандартной обложке альбома Гага стоит в душе с оранжевыми волосами, одетая в белое платье с плавсредством на шее. На альтернативной обложке, использованной для эксклюзивной пластинки, продававшейся только в интернет-магазине Гаги, она изображена в спальне, находящейся в беспорядке, лежащей на кровати лицом к потолку. На обложке снова оранжевые волосы, а предметы, присутствующие на снимке, отсылают к предыдущим моментам ее карьеры, включая сотрудничество с американским певцом Тони Беннеттом и концертный тур Joanne World Tour (2017—2018). На задней обложке альбома размещена фотография спальни, на стене которой висит картина «Станчик» 1862 года польского художника Яна Матейко.

## Критический приём
| Совокупная оценка   | Совокупная оценка |
| Источник            | Оценка            |
| ------------------- | ----------------- |
| AnyDecentMusic?     | 6.6/10            |
| Metacritic          | 73/100            |
| Оценки критиков     |                   |
| Источник            | Оценка            |
| AllMusic            | [ 20 ]            |
| Clash               | 7/10              |
| The Daily Telegraph | [ 22 ]            |
| The Guardian        | [ 23 ]            |
| The Independent     | [ 24 ]            |
| The Irish Times     | [ 25 ]            |
| Rolling Stone       | [ 26 ]            |
| Slant Magazine      | [ 27 ]            |

На сайте Metacritic, который присваивает средневзвешенную оценку из 100 баллов рецензиям критиков, альбом получил средний балл 73 на основе 9 рецензий, что означает «в целом благоприятные отзывы». Агрегатор AnyDecentMusic? собрал шесть рецензий и дал альбому средний балл 6,6 из 10, основываясь на своей оценке критического консенсуса.
Дакота Фосс, написавшая рецензию для Sputnikmusic, отметила, что Harlequin сочетает в себе «свингующие и джазовые исполнения» и оригинальные песни с чувством раскованного веселья. В рецензии подчёркивается возвращение Гаги к её ярким, театральным корням, а также выделяются моменты, демонстрирующие её талант и способность очаровывать, и делается вывод, что это смелое и приятное заявление о её возрождении. Мэри Сироки из Consequence написала, что, хотя этот альбом не будет отнесён к числу её лучших, он «интересен и стилистически превосходен» с аранжировками, которые «демонстрируют явное почтение и бережное отношение к этим стандартам», а «твики, которые она делает, и лирические дополнения, которые она добавляет, ощущаются игривыми, а не легкомысленными».
В положительной рецензии Роб Шеффилд из Rolling Stone отметил, что «Happy Mistake» — это «лучший момент» альбома и что Гага «использует все эти артефакты винтажной поп-музыки, чтобы продолжить историю, которую она рассказывала всю свою карьеру». Робин Мюррей из Clash нашёл альбом «уникальным, весёлым и дико перегруженным», назвав Гагу «артисткой 360 для современной эпохи». Сэл Чинквемани из Slant Magazine считает, что «альбом даёт певице, ставшей актрисой, возможность проявить своё вокальное мастерство».
Нил Маккормик из The Telegraph считает, что Harlequin  — это «нечто похожее» на то, что Гага делала сТони Беннеттом, но при этом говорит, что ей «абсолютно хватает панацеи, чтобы наложить на них печать своей индивидуальности». Майкл Крэгг из The Guardian также считает, что альбом похож на два её совместных с Тони Беннеттом альбома с «джазовыми стандартами» Cheek to Cheek (2014) и Love for Sale (2021), а не на её «электропоп-альбом Chromatica», созданный под влиянием киберпанка. По его мнению, концерт-резиденция Гаги Jazz & Piano «превратился в альбом». Крэгг также добавил, что многие поклонники Гаги будут рады «безупречно исполненным джазовым стандартам», и описал артистку, звучащую «полностью вовлечённой, счастливой и полностью в своей стихии, когда она скачет между различными настроениями Харли Квинн». Хелен Браун из The Independent поставила альбому три балла из пяти, заявив, что альбом отличается отточенным исполнением, но ему также не хватает эмоциональной глубины и тематической целостности в безумии Харли Квинн.

## Коммерческий успех
Harlequin дебютировал на 20-м месте в американском хит-параде Billboard 200 в чарте от 12 октября 2024 года, разойдясь тиражом 25 000 экземпляров за первую неделю. Альбом дебютировал на первом месте в общем чарте джазовых альбомов Billboard Jazz Albums и в чарте традиционных джазовых альбомов Traditional Jazz Albums, став 3-м номером один Гаги в обоих чартах. Harlequin заработал самую большую дебютную неделю для любого джазового или традиционного джазового альбома с тех пор, как альбом Леди Гаги Love for Sale заработал 41 000 единиц в свою первую неделю (чарт от 16 октября 2021 года).

## Список композиций
| №                   | Название                         | Автор(ы)                                                         | Продюсеры                                | Длительность |
| ------------------- | -------------------------------- | ---------------------------------------------------------------- | ---------------------------------------- | ------------ |
| 1.                  | «Good Morning»                   | Nacio Herb Brown Артур Фрид Стефани Джерманотта Michael Polansky | Леди Гага Benjamin Rice                  | 2:47         |
| 2.                  | «Get Happy (2024)»               | Гарольд Арлен Тед Колер Джерманотта Polansky                     | Леди Гага Rice                           | 3:12         |
| 3.                  | «Oh, When the Saints»            | Traditional Джерманотта Polansky                                 | Леди Гага Rice                           | 3:43         |
| 4.                  | «World on a String»              | Arlen Koehler                                                    | Леди Гага Rice                           | 2:37         |
| 5.                  | «If My Friends Could See Me Now» | Сай Коулман Дороти Филдс Джерманотта Polansky                    | Леди Гага Rice                           | 2:44         |
| 6.                  | «That’s Entertainment!»          | Артур Шварц                                                      | Леди Гага Rice                           | 4:10         |
| 7.                  | «Smile»                          | Чарли Чаплин Джон Тёрнер Джери Парсонс                           | Леди Гага Rice                           | 3:42         |
| 8.                  | «The Joker»                      | Лесли Брикасс Энтони Ньюли                                       | Леди Гага Rice                           | 2:52         |
| 9.                  | «Folie à Deux»                   | Germanotta                                                       | Леди Гага Rice                           | 3:00         |
| 10.                 | «Gonna Build a Mountain»         | Bricusse Newley                                                  | Леди Гага Rice                           | 2:52         |
| 11.                 | «Close to You»                   | Берт Бакарак Хэл Дэвид                                           | Леди Гага Rice                           | 2:44         |
| 12.                 | «Happy Mistake»                  | Джерманотта Michael Tucker                                       | Леди Гага BloodPop Rice                  | 4:08         |
| 13.                 | «That's Life»                    | Дин Кей Келли Гордон                                             | Леди Гага [p] Дэвид Кэмпбелл Jason Ruder | 3:04         |
| Общая длительность: | Общая длительность:              | Общая длительность:                                              | Общая длительность:                      | 41:27        |

Замечания
- ↑  основной продюсер и продюсер по вокалу.

## Участники записи
Источник:.

### Музыканты
- Леди Гага — вокал
- Тим Стюарт — гитара (треки 1-8, 10-12)
- Стив Кортика — саксофон (треки 1-7, 9, 10), бэк-вокал (1); дирижер, фортепиано (2, 11)
- Дэниел Фуз — бас-гитара (треки 1-5, 7-12), бэк-вокал (1), контрабас (6)
- Алекс Смит — фортепиано (треки 1, 5, 6, 9), бэк-вокал (1), орган (2-5, 10-13), орган Вурлитцера (4, 5)
- Дональд Барретт — ударные (треки 1-3, 5-7, 9-11, 13), фоновый вокал (1)
- Брайан Ньюман — труба (треки 1-3, 5-7, 9-11, 13), бэк-вокал (1)
- Эшли Виггинтон — дополнительный вокал (трек 1)
- Сет Фетцер — дополнительный вокал (трек 1)
- Тим Брукс — дополнительный вокал (трек 1)
- Тайлер Виггинтон — дополнительный вокал (трек 1)
- Адриенна Вудс — виолончель (треки 2, 6, 9, 11)
- Мунлайт Тран — виолончель (треки 2, 6, 9, 11)
- Адам Шредер — саксофон (треки 2, 6, 11), бас-кларнет (9)
- Эрик Тевальт — саксофон (треки 2, 6, 11), кларнет (9)
- Рик Келлер — саксофон (треки 2, 6, 11), кларнет (9)
- Роб Мадер — саксофон (треки 2, 6, 9, 11)
- Курт Миллер — тромбон (треки 2, 6, 9, 11)
- Изреа Батлер — тромбон (треки 2, 6, 9, 11)
- Кирби Гэлбрейт — тромбон (треки 2, 6, 9, 11)
- Дэн Фальконе — труба (треки 2, 6, 9, 11)
- Гил Каупп — труба (треки 2, 6, 9, 11)
- Джейсон Леви — труба (треки 2, 6, 9, 11)
- Джон Поллок — альт (треки 2, 6, 9, 11)
- Тианна Хеппнер — альт (треки 2, 6, 9, 11)
- Лорен Корделл — скрипка (треки 2, 6, 9, 11)
- Марк Каргилл — скрипка (треки 2, 6, 9, 11)
- Наоко Танигучи — скрипка (треки 2, 6, 9, 11)
- Николь Гарсия — скрипка (треки 2, 6, 9, 11)
- Рахман Филлип — скрипка (треки 2, 6, 9, 11)
- Ребекка Сабин — скрипка (треки 2, 6, 9, 11)
- Сигеру Логан — скрипка (треки 2, 6, 9, 11)
- Натан Тануе — тромбон (треки 2, 9, 11)
- Бетани Меннемайер — скрипка (треки 2, 9, 11)
- Джейкоб Скесни — саксофон (треки 2, 11)
- Том ДеЛиберо — труба (треки 2, 11)
- Бенджамин Райс — барабаны (треки 4, 5, 8), перкуссия (4, 10, 12), гитара (12)
- Сэл Лозано — саксофон (треки 6, 13), флейта (9)
- Рашон Росс — труба (треки 6, 9)
- Майкл Бирден — дирижер, фортепиано (трек 6)
- Дэвид Филлиппус — тромбон (трек 6)
- Джульетта Джонс — скрипка (трек 6)
- Брэндон Ламонте Хокинс — дополнительный вокал (трек 9)
- Шанель Уайт — дополнительный вокал (трек 9)
- Кристофер Уильямс — дополнительный вокал (трек 9)
- Сиара Грин — дополнительный вокал (трек 9)
- Дариус Райт — дополнительный вокал (трек 9)
- Элиз Бранч Клэрди — дополнительный вокал (трек 9)
- Джада Чери Эллис — дополнительный вокал (трек 9)
- Джон Морган — дополнительный вокал (трек 9)
- ЛаТойя Уокер — дополнительный вокал (трек 9)
- Лесли Стэкхаус — дополнительный вокал (трек 9)
- Шира Адамсон — дополнительный вокал (трек 9)
- Скай Ди Майлз — дополнительный вокал (трек 9)
- Торин Дерек — дополнительный вокал (трек 9)
- Джованна Клейтон — виолончель (трек 13)
- Джейкоб Браун — виолончель (трек 13)
- Дэвид Кэмпбелл — дирижер, фортепиано (трек 13)
- Майкл Валерио — контрабасовая блокфлейта (трек 13)
- Брайан Скэнлон — саксофон (трек 13)
- Дэн Хиггинс — саксофон (трек 13)
- Джеймс Мейсон — саксофон (трек 13)
- Расти Хиггинс — саксофон (трек 13)
- Алекс Илс — тромбон (трек 13)
- Эндрю Мартин — тромбон (трек 13)
- Крейг Госнелл — тромбон (трек 13)
- Райан Драгон — тромбон (трек 13)
- Дэн Форнеро — труба (трек 13)
- Джейми Ховорка — труба (трек 13)
- Роб Шаер — труба (трек 13)
- Уэйн Бержерон — труба (трек 13)
- Мэтт Фюнес — альт (трек 13)
- Зак Деллинджер — альт (трек 13)
- Ана Ландаурер — скрипка (трек 13)
- Бен Якобсон — скрипка (трек 13)
- Чарли Бишарат — скрипка (трек 13)
- Ын-Ми Ан — скрипка (трек 13)
- Керенца Павлина — скрипка (трек 13)
- Майя Магуб — скрипка (трек 13)
- Филипп Леви — скрипка (трек 13)
- Сонга Ли — скрипка (трек 13)
- Тереза Станислав — скрипка (трек 13)
- Эшли Левин — вокал (трек 13)
- Мелони Коллинз — вокал (трек 13)
- Сара Манн — вокал (трек 13)

### Технический персонал
- Эмили Лазар — мастеринг
- Сербан Генеа — сведение
- Бенджамин Райс — инжиниринг (треки 1-12), аранжировка (3, 5, 7, 8, 10-12)
- Дэвид Баучер — инжиниринг (треки 1, 5-7, 11)
- Кевин Харп — инжиниринг (треки 2-5, 7-12)
- Ной Хаббелл — инжиниринг (трек 13)
- Калеб Роллинз — сведение вокала (трек 13)
- Пол Ламальфа — вокальная инженерия (трек 13)
- другие

## Чарты
| Чарт (2024)                                  | Высшая позиция |
| -------------------------------------------- | -------------- |
| Австралия (ARIA)                             | 40             |
| Австрия (Ö3 Austria)                         | 8              |
| Бельгия/Фландрия (Ultratop)                  | 65             |
| Бельгия/Валлония (Ultratop)                  | 20             |
| Канада (Canadian Albums Chart)               | 66             |
| Нидерланды (Album Top 100)                   | 71             |
| Финляндия (Suomen virallinen lista)          | 43             |
| Франция (SNEP)                               | 10             |
| Германия (Offizielle Top 100)                | 9              |
| Ирландия (IRMA)                              | 55             |
| Италия (Classifica album)                    | 12             |
| Япония Digital Albums (Oricon)               | 37             |
| Япония Download Albums (Billboard Japan)     | 34             |
| Новая Зеландия (RMNZ)                        | 28             |
| Шотландия (Scottish Albums Chart)            | 4              |
| Испания (PROMUSICAE)                         | 5              |
| Швеция (Physical Albums, Sverigetopplistan)  | 17             |
| Швейцария (Schweizer Hitparade)              | 4              |
| Великобритания (UK Albums Chart)             | 11             |
| Великобритания (UK Jazz & Blues Albums, OCC) | 1              |
| США (Billboard 200)                          | 20             |
| США (Billboard Top Jazz Albums)              | 1              |

### Комментарии
1. ↑  Существует множество источников, подтверждающих, что сама Леди Гага называет Harlequin альбомом LG6.5. Ее шестой студийный альбом (LG6) - Chromatica, а седьмой студийный альбом (LG7) выходит в феврале 2025 года. Consequence[1] пишет: «В социальных сетях Гага называет Harlequin LG6.5, отличая его от релиза 2025 года, который она назвала LG7 (ее седьмой альбом)»; NME[2] пишет: «Ранее она уже сообщала о планах выпустить новый альбом оригинального материала в 2025 году, назвав его LG7 - своим седьмым альбомом - в отличие от Harlequin, который она называет LG6.5»; Uproxx[3] пишет: «Затем начали появляться рекламные щиты, рекламирующие нечто под названием „LG6.5“. Вскоре после этого Гага рассказала, что «LG6.5» относится к Harlequin, альбому-компаньону, связанному с её ролью Харли Квинн в фильме «Джокер: Folie à Deux.»; Exclaim! ([4]) пишет: «Леди Гага анонсировала новый альбом Harlequin, который выйдет в эту пятницу — она назвала его „LG6.5“»; Billboard[5] также пишет, что она сама назвала его “LG 6.5”.
2. ↑  Следующим седьмым студийным альбомом Леди Гаги будет LG7 с учётом The Fame (2008), The Fame Monster (2009), Born This Way (2011), Artpop (2013), Joanne (2016) и Chromatica (2020). Леди Гага также сотрудничала с Тони Беннеттом над джазовыми альбомами Cheek to Cheek (2014) и Love for Sale (2021), работая над саундтреком к фильму A Star Is Born 2018 года. В Harlequin включены песни, прозвучавшие в фильме «Джокер: Безумие на двоих»[6].